# Lido di Castel Fusano
Lido di Castel Fusano è il trentacinquesimo ed ultimo quartiere di Roma, indicato con Q. XXXV.

## Geografia fisica

### Territorio
Si trova sul litorale tirrenico ed è noto per le sue spiagge libere, le dune e la pineta storica
Il quartiere confina:
- a nord-ovest con la zona Z. XXXIV Casal Palocco[1]
- a nord-est con la zona Z. XXX Castel Fusano[2]
- a sud-est con la zona Z. XXIX Castel Porziano[3]
- a sud-ovest con il Mar Tirreno[4]
- a ovest con il quartiere Q. XXXIV Lido di Ostia Levante[5]

## Storia
Fu istituito con delibera 2453 del 13 settembre 1961 da parte del Commissario Straordinario Francesco Diana, frazionando il quartiere "Lido di Ostia" (già Lido di Roma), esistente sin dal maggio del 1933.

## Monumenti e luoghi d'interesse

### Siti archeologici
- Villa della Palombara (cosiddetta Villa di Plinio), su viale della Villa di Plinio. Domus del I secolo. 41.711295°N 12.346876°E

Situata nella tenuta Palombara (via Severiana).

### Aree naturali
- Parco urbano Pineta di Castel Fusano 41.724635°N 12.332525°E

## Geografia antropica

### Urbanistica
Nel territorio di Lido di Castel Fusano si estende la zona urbanistica 13H Castel Fusano.

## Infrastrutture e trasporti
|  | È raggiungibile dalle stazioni: Castel Fusano e Cristoforo Colombo. |